# Théâtre dramatique arménien d'État Petros-Adamian de Tbilissi
 (février 2025).
Si vous disposez d'ouvrages ou d'articles de référence ou si vous connaissez des sites web de qualité traitant du thème abordé ici, merci de compléter l'article en donnant les références utiles à sa vérifiabilité et en les liant à la section « Notes et références ».
Le Théâtre dramatique arménien d'État Petros Adamian de Tbilissi (arménien : Ստեփան Շահումյանի անվան հայկական պետական թատրոն, géorgien : პეტროს ადამიანის სახელობის თბილისის სახემწიფო სომხური დრამატული თეატრი), a été fondée en 1858 par l'activiste du théâtre arménien Gevorg Chmshkyan. L'écrivain arménien Gabriel Sundukyan était parmi les partisans du théâtre. 
Il est situé dans le quartier Avlabar (en) de Tbilissi.

## Histoire
La première mise en scène était « Haji Suleyman ». De 1922 à 1936, le nom du théâtre était « Théâtre artistique ». En 1936, un nouveau bâtiment de théâtre fut achevé, baptisé du nom du bolchevik Stepan Shahumian. La première représentation était celle de Mkrtich (Nikita) Djanan dans « Shahname ». Petros Adamian, Siranoush, Vahram Papazian, Hovhannes Abelian, Olga Maysourian, Isaac Alikhanian, Mariam Mojorian, Artem et Maria Beroians, Babken Nersesian. Les metteurs en scène : Arshak Bourdjalian, Leon Kalantar, Roman Matiashvili, Robert Yegian ont travaillé au théâtre. Aram Khatchatourian, Armen Tigranian, Alexandre Spendiarian et d’autres ont écrit de la musique pour le théâtre.
Aujourd'hui, le Théâtre dramatique arménien d'État Peter Adamian de Tbilissi est le principal centre culturel et public de la communauté arméno-géorgienne. 